# Intel Fortran Compiler
Der Intel Fortran Compiler, auch IFORT oder IFC genannt, ist ein Compiler mit Frontends für Fortran, den der Prozessorhersteller Intel zur Verfügung stellt. Erhältlich ist der Compiler für die Betriebssysteme Linux, Windows und Mac OS X und die Prozessorarchitekturen IA-32, x86-64 (Intel 64 und AMD64) und IA-64 (Itanium2). Weiterhin wird OpenMP sowie automatische Parallelisierung von Programmcode unterstützt.